# Horseshoe
Horseshoe is een spookdorp in de regio Mid West in West-Australië.

## Geschiedenis
In 1897 werd goud in de omgeving gevonden. Een jaar later wenste de overheid er een dorp te stichten. Er woonden toen 60 mannen in de omgeving.
Een landmeter selecteerde een dorpslocatie maar de plaatselijke bevolking was er ontevreden over. Het zou nog tot 1901 duren alvorens het dorp op een andere locatie officieel werd gesticht. De omgeving stond oorspronkelijk bekend als 'Horseshoe Bend', omdat de ligging van de verschillende mijnconcessies een hoefijzerpatroon vormde. De plaats werd ook wel 'The Shoe' genoemd.

## Ligging
Horseshoe maakt deel uit van het lokale bestuursgebied (LGA) Shire of Meekatharra waarvan Meekatharra de hoofdplaats is. In het district liggen nog enkele verlaten mijndorpjes waaronder Abbotts, Nannine, Garden Gully, Peak Hill en Gabanintha.
Het verlaten dorp ligt 897 kilometer ten noordnoordoosten van de West-Australische hoofdstad Perth, 417 kilometer ten zuidzuidwesten van Newman en 140 kilometer ten noorden van het aan de Great Northern Highway gelegen Meekatharra.